# Thieme-Becker
Thieme-Becker is de algemeen gebruikte metonymie voor de Duitse encyclopedie van kunstenaarsbiografieën in 37 delen, met de volledige titel Allgemeines Lexikon der Bildenden Künstler von der Antike bis zur Gegenwart, opgezet door Ulrich Thieme en Felix Becker en voortgezet door Hans Vollmer.
In de jaren 1950 werd de encyclopedie opgevolgd door de Vollmer, voluit: Allgemeines Lexikon der bildenden Künstler des XX. Jahrhunderts. Hans Vollmer nam in 1923 de redactie op zich van de Thieme-Becker en bleef de enige redacteur tot aan de voltooiing van deel 37 in 1950.
De Thieme-Becker en Vollmer encyclopedie is nu gepubliceerd in totaal 43 delen in de jaren 1907-1962 door E.A Seemann in Leipzig (in 37 delen 1907-1950) en Vollmer (6 delen, 1953-1962). Samen met Felix Ulrich Thieme begon Becker in 1898 met voorbereidende werkzaamheden, dus zonder  overheidssubsidie en zonder de steun van een academie. Thieme had in eerste instantie besloten om het werk uit eigen middelen te financieren. Het plan was om binnen 12 jaar een 20-delig naslagwerk te maken en de meest recente bevindingen in het kort weer te geven. Het gezamenlijke werk bevat ca. 250 000 biografieën  die zijn gecompileerd met de hulp van 400 specialisten wereldwijd, inclusief alle toonaangevende kunsthistorici van hun tijd. Informatie over de achtergrond van de kunstenaar, opleiding, professionele ontwikkeling, de belangrijkste werken, tentoonstellingen en verwijzingen naar literatuurcitaten zijn opgenomen en, indien mogelijk, aangevuld met een kunsthistorische beoordeling.  
De speciale relevantie en de sterkte van de Thieme-Becker-Vollmer ligt in de lemma's over minder bekende en onbekende artiesten die bijna niet ergens anders worden vermeld, maar ook in het opnemen van architecten, ontwerpers en andere kunstenaars die werkzaam zijn in de toegepaste kunst. Taxaties door toenmalige kunsthistorici zijn van historisch belang. Om deze redenen is het vijftig tot honderd jaar na de eerste publicatie de meest gebruikte biografische encyclopedie over kunstenaars. Het is opnieuw in 2008 uitgegeven op DVD.
De Thieme-Becker-Vollmer was het meest uitgebreide lexicon van kunstenaarsbiografieën in zijn tijd. Het is nu aangevuld en deels vervangen door de Allgemeine Künstlerlexikon dat uitgegeven is door de Gruyter en gebaseerd is op de vermeldingen in de Thieme-Becker-Vollmer. Een nieuwe gedrukte versie is gepland en kan worden afgerond in 2020, een online editie (AKL online) wordt voortdurend bijgewerkt en kan gezien worden als een nooit eindigend work-in-progress. De AKL is een standaardwerk van de kunstgeschiedenis voor wetenschappers, studenten, bibliothecarissen, kunsthandelaren, veilingmeesters, verzamelaars, en voor iedereen die geïnteresseerd is in kunst.